# Parafia Podwyższenia Krzyża Świętego w Podolu-Górowej
Parafia Podwyższenia Krzyża Świętego w Podolu-Górowej – parafia rzymskokatolicka, znajdująca się w diecezji tarnowskiej, w dekanacie Zakliczyn.

## Proboszczowie
- ks. Stanisław Kukla (1971–1999)
- ks. Adam Urbański (1999–2022)[2]
- ks. Janusz Miłkowski (od 2022)